# Skalník Zabelův
Skalník Zabelův (Cotoneaster zabelii) je druh keře s jasně červenými plody z čeledi růžovitých. Přirozeným areálem rozšíření druhu je střední a východní Čína. Často se používá jako okrasná rostlina, a to i v Česku. Pojmenován je po německém botanikovi Herrmanu Zabelovi.

## Popis

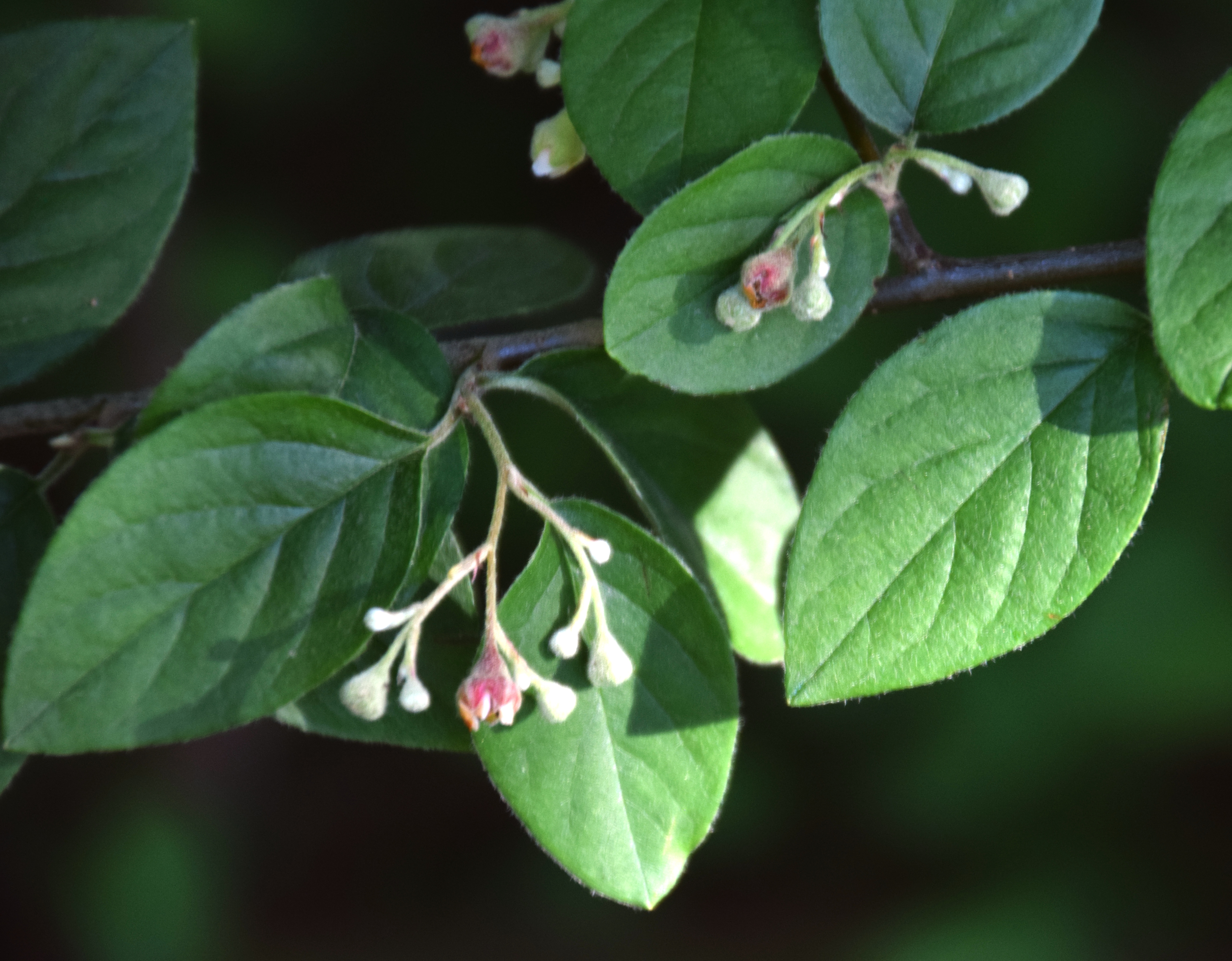
Detail

Skalník Zabelův je 2(–3) metry vysoký opadavý keř s rozložitými až mírně převislými větvemi. Větvičky mají červenohnědou kůru, jsou v průřezu okrouhlé, zpočátku hustě žlutavě chlupaté, později olysávají. Listy jsou střídavé, řapíkaté; řapík je 2 až 4 milimetry dlouhý a plstnatě chlupatý. Palisty jsou kopinaté, 2 až 4 milimetry dlouhé, chloupkaté, olysávající. Listová čepel je jednoduchá, oválná až vejčitá, 1,5 až 3 cm dlouhá a 1 až 2 cm široká, s tupě špičatou nebo mírně vykrojenou špičkou a zaoblenou nebo široce klínovitou bází. Horní strana listu je matně zelená a řídce chlupatá, s mírně vpadlou žilnatinou, spodní strana nese husté žluté nebo šedé plstnaté chlupy. Na podzim se zbarvují v odstínech od žluté po vínově nachovou.
Květenství jsou 1,5 až 3 cm široké, převislé deštníkovité chocholičnaté laty o 3 až 10 a více květech s plstnatými chlupatými květními stopkami. Listeny jsou 2 až 4 milimetry dlouhé a plstnatě chlupaté. Květy mají průměr 6 až 7 milimetrů. Květní kalich je zvonkovitý a na vnější straně plstnatě chlupatý. Kališní lístky jsou trojúhelníkovité, 1 až 2 milimetry dlouhé a 1,5 až 2,5 milimetru široké s tupým nebo krátkým špičatým koncem. Korunní lístky jsou vzpřímené, narůžovělé, obvejčité nebo kulaté, o dlouhé 2 až 3 milimetry, s tupou špičkou. 18 až 20 tyčinek má bílé nitky i prašníky a jsou kratší než korunní lístky. Špička semeníku je jemně chlupatá. Dvě volně stojící čnělky jsou o něco kratší nebo stejně dlouhé jako tyčinky. Plody jsou jasně červené, obvejčité až vejčitě kulovité malvice mající průměr 7 až 8 milimetrů. Jsou lesklé, obvykle řídce huňaté. V každém plodu jsou obvykle dvě semena.

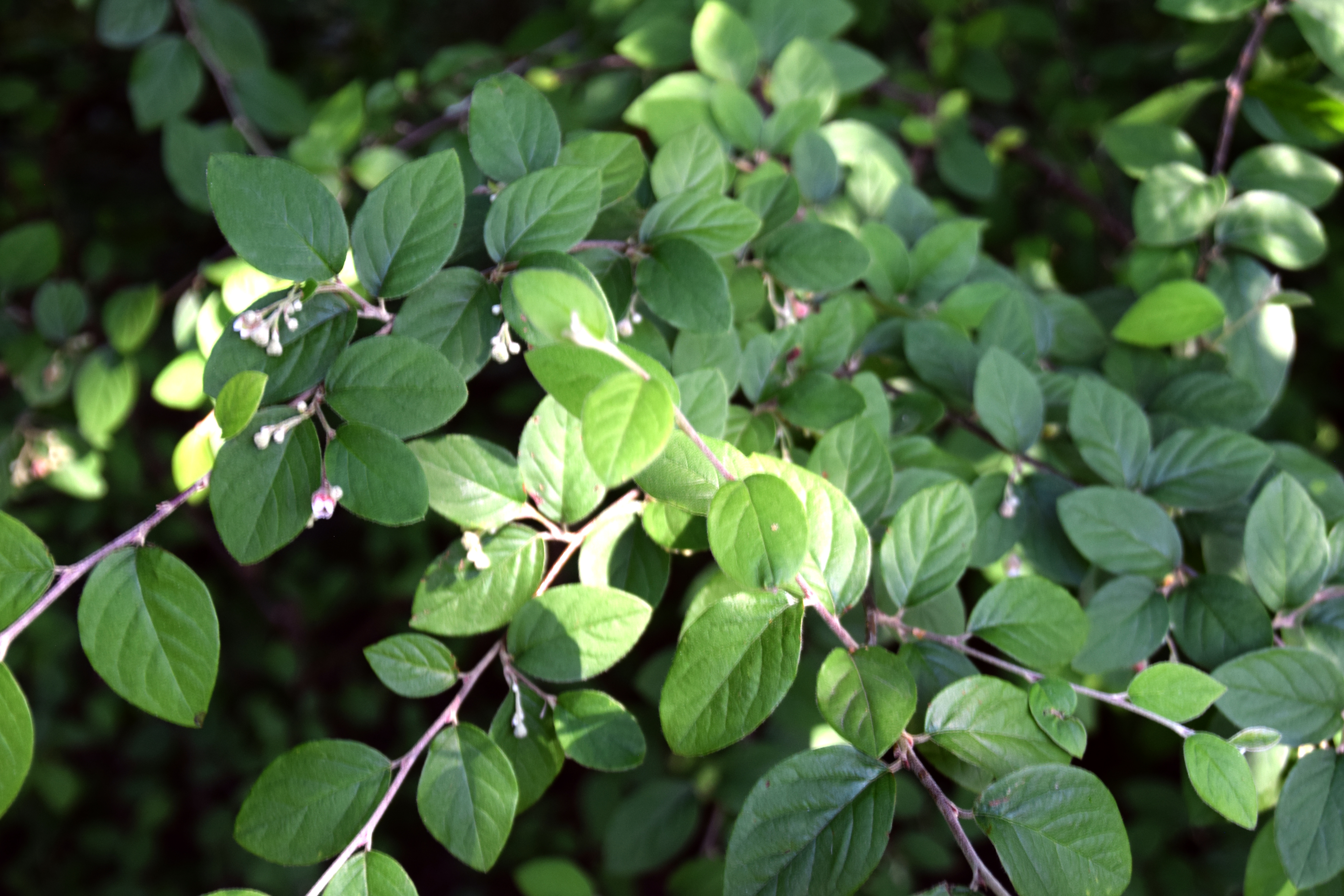
Olistěná větev s mladým květenstvím

Skalník Zabelův kvete od května do června, opylován je hmyzem. Plody dozrávají od srpna do září.

## Rozšíření a ekologie
Přirozený areál tohoto skalníku se nachází v čínských provinciích Kan-su, Che-pei, Che-nan, Chu-pej, Chu-nan, Ťiang-si, Ning-sia, Čching-chai, Šen-si, Šan-tung, Šan-si a Vnitřní Mongolsko. Roste zde ve vápencových pohořích v lesích, na mírně zastíněných svazích a v houštinách kolem vodních toků, v nadmořské výšce 800 až 2500 metrů na suchých až svěžích, mírně kyselých až silně zásaditých, písčitých, písčito-štěrkovitých nebo písčito-hlinitých, živinami bohatých půdách.

## Pěstování
Skalník Zabelův se často používá jako okrasný keř pro své nápadné plody a atraktivní podzimní zbarvení listů. Díky šíření plodů ptactvem někdy zplaňuje do volné přírody. V Česku byl nalezen mimo kulturu na několika místech, především v Praze; má zde prozatím status přechodně zavlečeného druhu.